# Nepravá barva

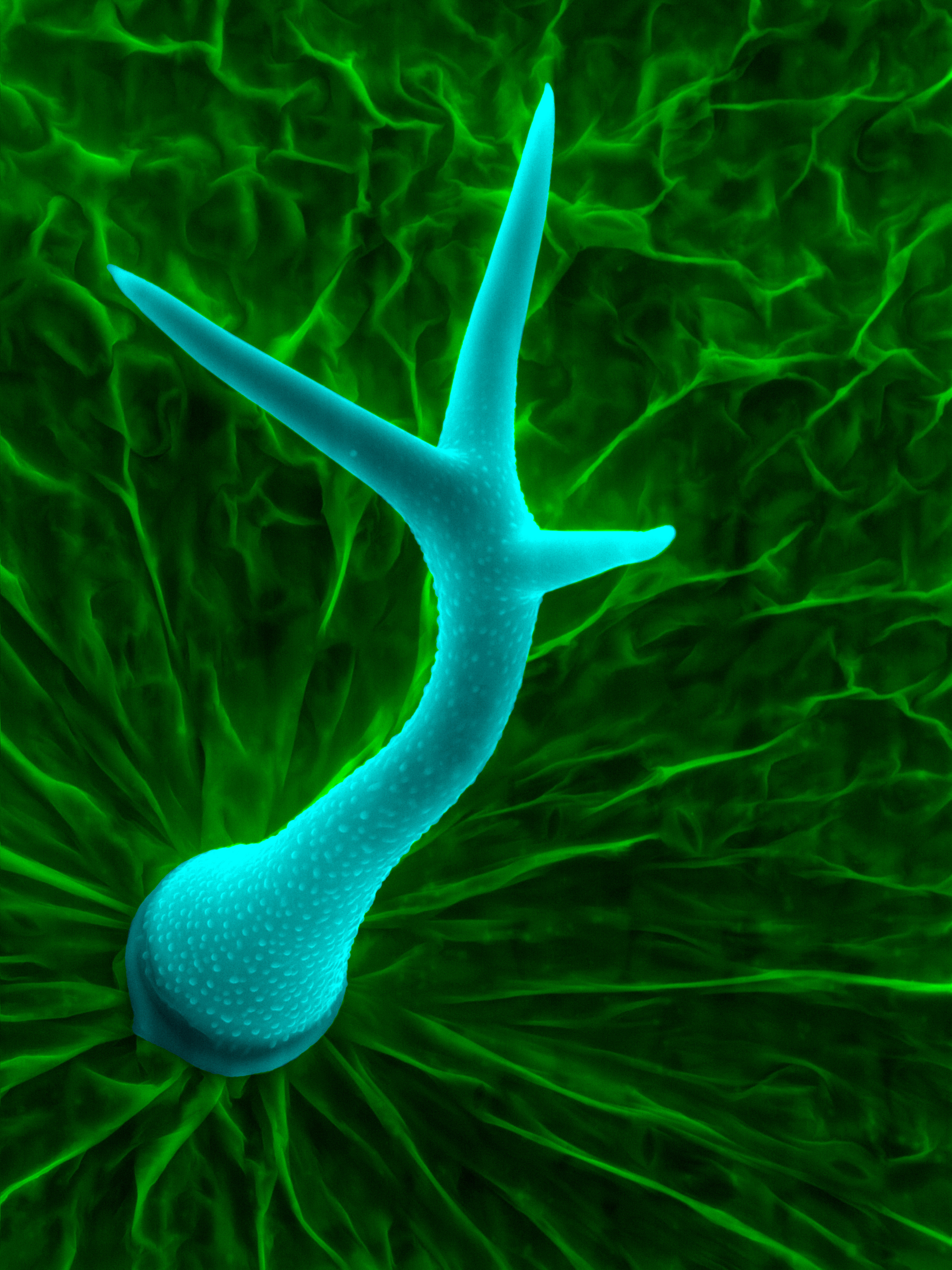
Nepravé barvy. Trichom Arabidopsis thaliana.

Nepravé barvy jsou barvy odlišné od toho, co by zachytilo lidské oko nebo senzory zachytávající světlo na stejných frekvencích jako oko.
Používají se k několika účelům:
- zobrazení dat pořízených v okem neviditelných oblastech elektromagnetického spektra,
- ke zvýraznění hodnot (například převedením stupňů šedi na barvy).